# Eidgenössische Volksinitiative «zum Schutze des Alpengebietes vor dem Transitverkehr»
Die eidgenössische Volksinitiative «zum Schutze des Alpengebietes vor dem Transitverkehr» (auch bekannt als Alpeninitiative) war eine Schweizer Volksinitiative, die am 20. Februar 1994 zur Abstimmung gelangte und von Volk und Ständen angenommen wurde. Sie wurde vom Verein Alpen-Initiative lanciert und hatte zum Ziel, den Alpenraum vor den negativen Auswirkungen des Transitverkehrs zu schützen. Dem Parlament wurde vorgeworfen, die Anliegen der angenommenen Volksinitiative zu verwässern.

## Wortlaut
Die Bundesverfassung wurde wie folgt ergänzt:
1 Der Bund schützt das Alpengebiet vor den negativen Auswirkungen des Transitverkehrs. Er begrenzt die Belastungen durch den Transitverkehr auf ein Mass, das für Menschen, Tiere und Pflanzen sowie deren Lebensräume nicht schädlich ist.
2 Der alpenquerende Gütertransitverkehr von Grenze zu Grenze erfolgt auf der Schiene. Der Bundesrat regelt die notwendigen Massnahmen auf dem Verordnungsweg. Ausnahmen sind nur zulässig, wenn sie unumgänglich sind. Diese müssen durch ein Gesetz näher bestimmt werden.
3 Die Transitstrassen-Kapazität im Alpengebiet darf nicht erhöht werden. Ausgenommen sind Umfahrungsstrassen zur Entlastung von Ortschaften vom Durchgangsverkehr.
Die Übergangsbestimmungen der Bundesverfassung werden wie folgt ergänzt:
Die Verlagerung des Gütertransitverkehrs auf die Schiene muss zehn Jahre nach Annahme von Artikel 36quater Absatz 2 abgeschlossen sein.
Durch die Totalrevision der Schweizer Bundesverfassung 1999 befindet sich der Text des früheren Art. 36quater inzwischen in Art. 84.

## Hintergrund
Der 1980 eröffnete Gotthard-Strassentunnel führte zu einem starken Anstieg des LKW-Transit-Verkehrs durch die Schweiz, der im Besonderen das Reusstal im Kanton Uri und die Leventina im Kanton Tessin mit Luftverschmutzung, Lärm und Verkehrsstaus belastete. Die durch die Europäische Gemeinschaft geforderte Anhebung der Gewichtslimite für LKW von 28 t auf 40 t liess befürchten, dass der LKW-Verkehr ungehindert weiter ansteigen würde. Umweltverbände aus verschiedenen Bergkantonen lancierten deshalb 1989 die Alpeninitiative, welche eine Verlagerung des Transitverkehrs auf die Eisenbahn verlangte und den Ausbau von Strassen für den Transitverkehr untersagte. Für die Umsetzung der Verkehrsverlagerung wurde ein Zeitrahmen von zehn Jahren vorgegeben. 
Die Initiative wurde am 17. April 1989 eingereicht. Im Mai 1989 wurde durch ein Fest in der Schöllenenschlucht auf die Lancierung der Initiative aufmerksam gemacht. Während 367 Tagen konnten 107'570 gültige Unterschriften gesammelt werden, sodass die Bundeskanzlei am 8. Juni 1990 vermeldete, dass die Initiative zustande gekommen ist.

## Abstimmung
Der Bundesrat beantragte der Bundesversammlung mit seiner Botschaft vom 12. Februar 1992, die Volksinitiative Volk und Ständen mit der Empfehlung auf Verwerfung der Abstimmung zu unterbreiten. Am 18. Juni 1993 verabschiedete der Nationalrat den entsprechenden Bundesbeschluss mit 90 zu 60 Stimmen, der Ständerat mit 23 zu 2 Stimmen. Bundesrat und Parlamentsmehrheit waren der Meinung, dass die Initiative durch das Abkommen über den Güterverkehr auf der Strasse und auf der Schiene, das im Mai 1992 zwischen der Europäischen Gemeinschaft (EU) und der Schweiz unterzeichnet wurde, hinfällig würde. In diesem Abkommen wurde bereits festgelegt, dass durch den Bau der Neuen Eisenbahn-Alpentransversale (NEAT) und der Bereitstellung einer rollenden Landstrasse sowie durch eine Schwerverkehrsabgabe der Transitverkehr auf den Strassen durch die Alpen eingeschränkt werden kann. Es wurde jedoch kein Zeitrahmen für die Einführung der Lenkungsabgabe und kein Ziel für die Verkehrsverlagerung vorgegeben. 
Im Weiteren befürchteten mehrere Mitglieder des Ständerates, dass sich die Beziehungen zwischen der Schweiz und der EU mit der Annahme dieser Initiative weiter verschlechtern würden, nachdem das Volk den Beitritt zum Europäischen Wirtschaftsraum (EWR) im Dezember 1992 abgelehnt hatte.

## Ergebnis
Die Initiative wurde gegen den Willen des Bundesrates, des Parlaments und der meisten bürgerlichen Parteien vom Volk mit 51,9 % Ja-Stimmen und von den Ständen mit 17 zu 6 Stimmen angenommen. 
| Nr. | Vorlage                                                                               | Art | Stimm- berechtigte | Abgegebene Stimmen | Beteiligung | Gültige Stimmen | Ja      | Nein    | Ja-Anteil | Nein-Anteil | Stände | Ergebnis |
| --- | ------------------------------------------------------------------------------------- | --- | ------------------ | ------------------ | ----------- | --------------- | ------- | ------- | --------- | ----------- | ------ | -------- |
| 408 | Eidgenössische Volksinitiative «zum Schutze des Alpengebietes vor dem Transitverkehr» | VI  | 4'563'421          | 1'865'111          | 40,86 %     | 1'838'853       | 954'491 | 884'362 | 51,9 %    | 48,1 %      | 16:7   | ja       |